# 天元佛院

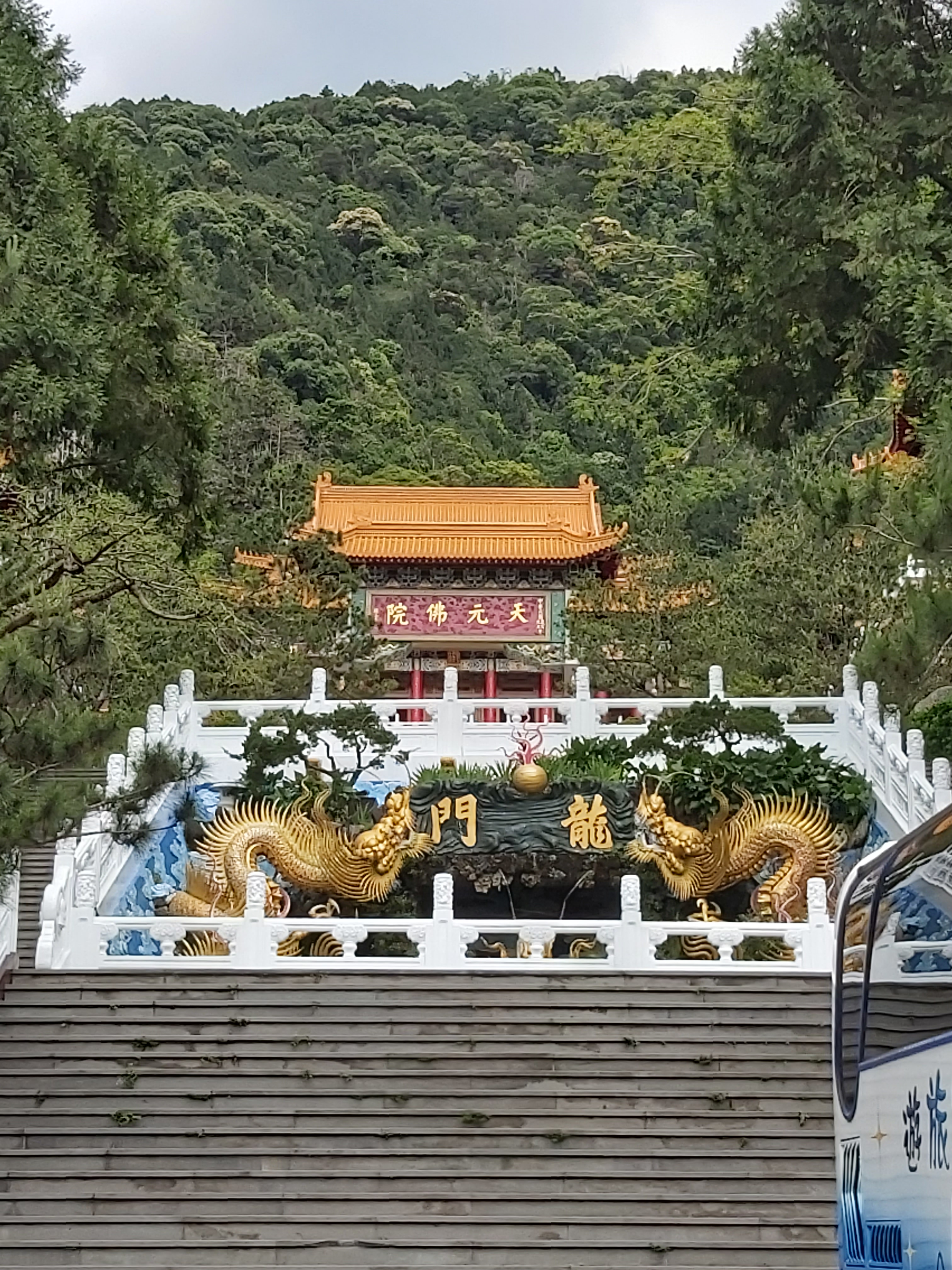
天元佛院

天元佛院，位於南投縣埔里鎮鯉魚潭畔東側山腰，為一貫道在龍門山的佛院道場、發一組的總道務中心。天元佛院的名稱源自《弥勒救苦真经》中彌勒佛的佛號「南無天元太保阿彌陀佛」。院區鄰近鯉魚潭、臺灣地理中心碑與觀音瀑布等景區。

## 概要
1980年韓恩榮選址於埔里鯉魚潭畔籌辦慈善事業。1982年11月破土興建「光明仁愛之家」安養院，並落成於1987年2月，時值正逢一貫道長達30年的禁令解除之際。1984年韓老前人於埔里龍門山麓興建天元佛院，1988年11月舉辦落成典禮。埔里鯉魚潭在地理上相傳共有七大寶穴，含括龍穴、蝦穴、蜈蚣穴、鷹穴、蝙蝠穴、龜穴和鯉魚穴，天元佛院所在地為龍穴，於穴位地點鑿有龍門池，寓意「魚躍龍門」。建築設計採朱紅院瓦宋型宮殿式建物，全域依山勢而建。
院區由正殿、光明樓、感恩樓、藏經閣附設光明圖書館、至善堂、祖師紀念祠及三寶塔等建物構築組成。正殿一樓為「三聖殿」，奉祀儒釋道三教始祖釋迦文佛、太上老君及至聖先師；二樓為「無極宮」，祀奉月慧菩薩、彌勒祖師與濟公活佛；左側闢有感恩樓，原為韓老前人起居室，1997年改建為「白水老人紀念館」，用於紀念韓恩榮老前人暨陳列相關文物。光明樓位於園區外側，為「白陽祖師紀念堂」所在，大廳陳列「白陽三聖」銅像及韓老前人胸像，配備福利社、會議室、套房及通鋪等設施供朝聖道親使用。祖師紀念祠於園區後側，主祀「白陽三聖」坐像，兩側功德祠配祀諸位成道前賢。祖師祠左側建有三寶塔，分別為日光寶塔、月光寶塔及星光寶塔，作為張天然、孫慧明及韓恩榮的紀念塔暨衣冠塚，興建於1991年與1996年，塔高七層，上塑有金鐘，鐘鈕亦分別嵌有日月星的造型。佛院全域面積達十公頃半，共分三次購地，耗時十六年興建才完善整個園區的所有建築群。
1999年九二一大地震致使光明仁愛之家建物毀損，乃重新擘劃興建。2003年3月，現代化設備與機制完善兼具的多功能新養護大樓建築落成啟用。
2006年3月10日，「崇德學院」成立於天元佛院域內，以陳鴻珍為創辦人。
2018年6月，崇德學院因應師生住宿需求興建「白水大帝大禮堂暨宿舍」，以提供天元佛院園區更多住及活動空間之用。

## 導覽

### 正殿
前有「天元佛院」牌樓，左右分書「禮門」、「義路」，面正殿側書「道義之門」和「聖域」、「賢關」。牌樓下方兩側石牆上右書「孝、悌、忠、信、禮、義、廉、恥」與「敬老尊賢」字樣，左書《禮記·大學》的八條目：「格物、致知、誠意、正心、修身、齊家、治國、平天下」的首字與「飲水思源」，勉以「正己成人」、謙虛而不忘本。樓前樓梯稱為「聖賢坡」。正殿門開五道，象徵「五教同源」，因基督教與伊斯蘭教反對偶像崇拜，故以儒釋道三聖為代表而名之。正殿兩側為四層樓廂房，左側樓頂為鐘樓，右側為鼓樓。

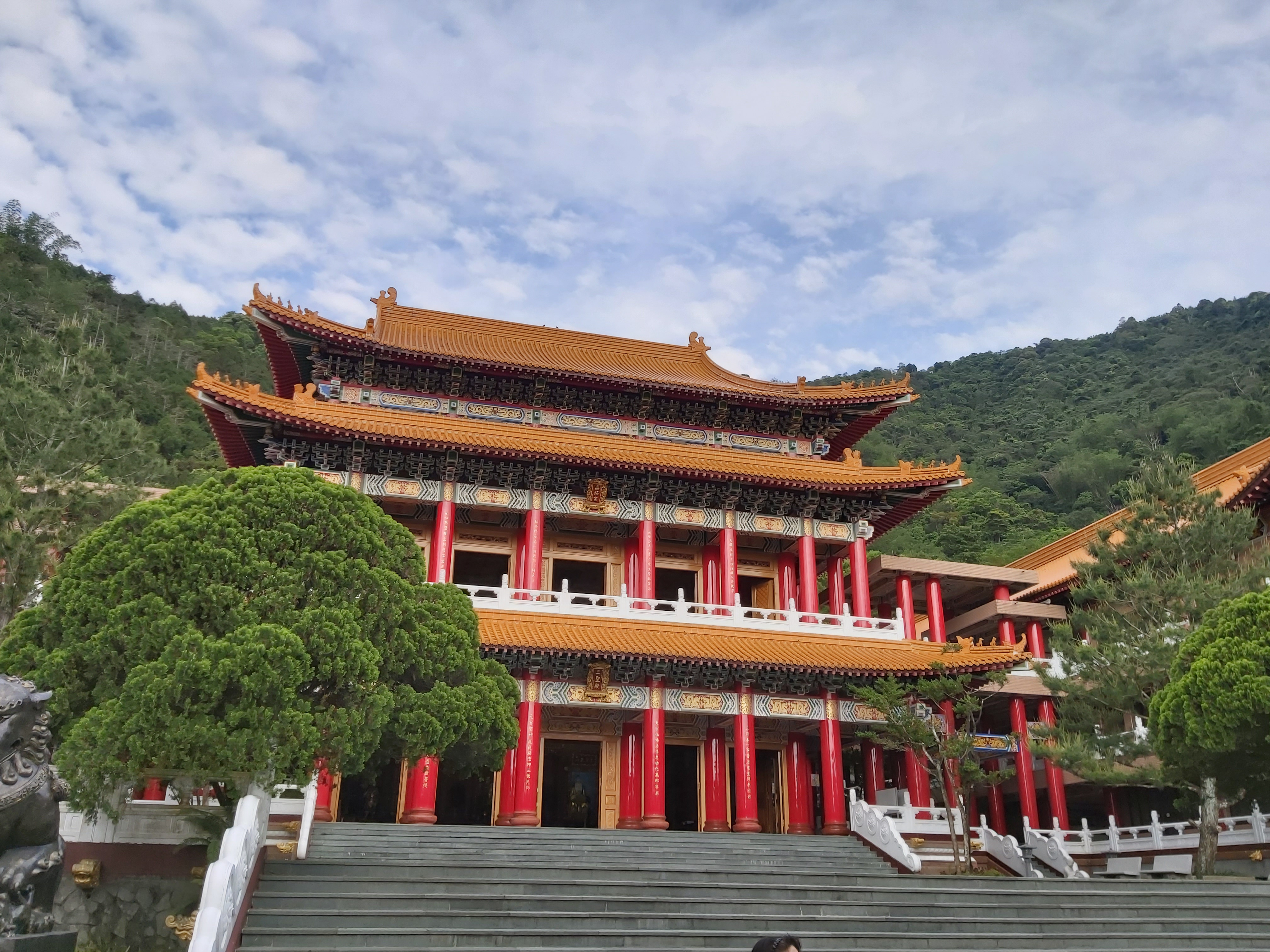
正殿
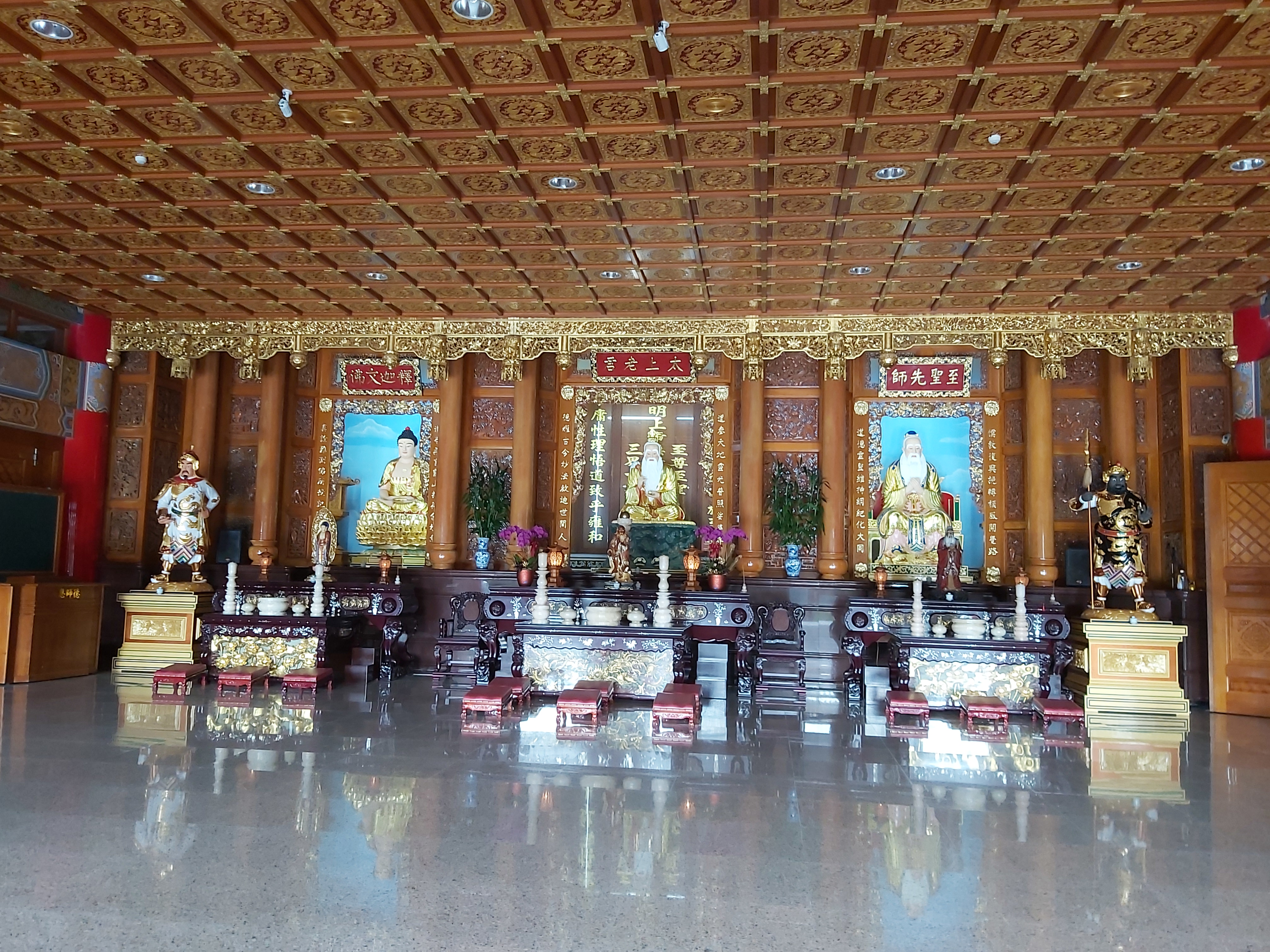
三聖殿
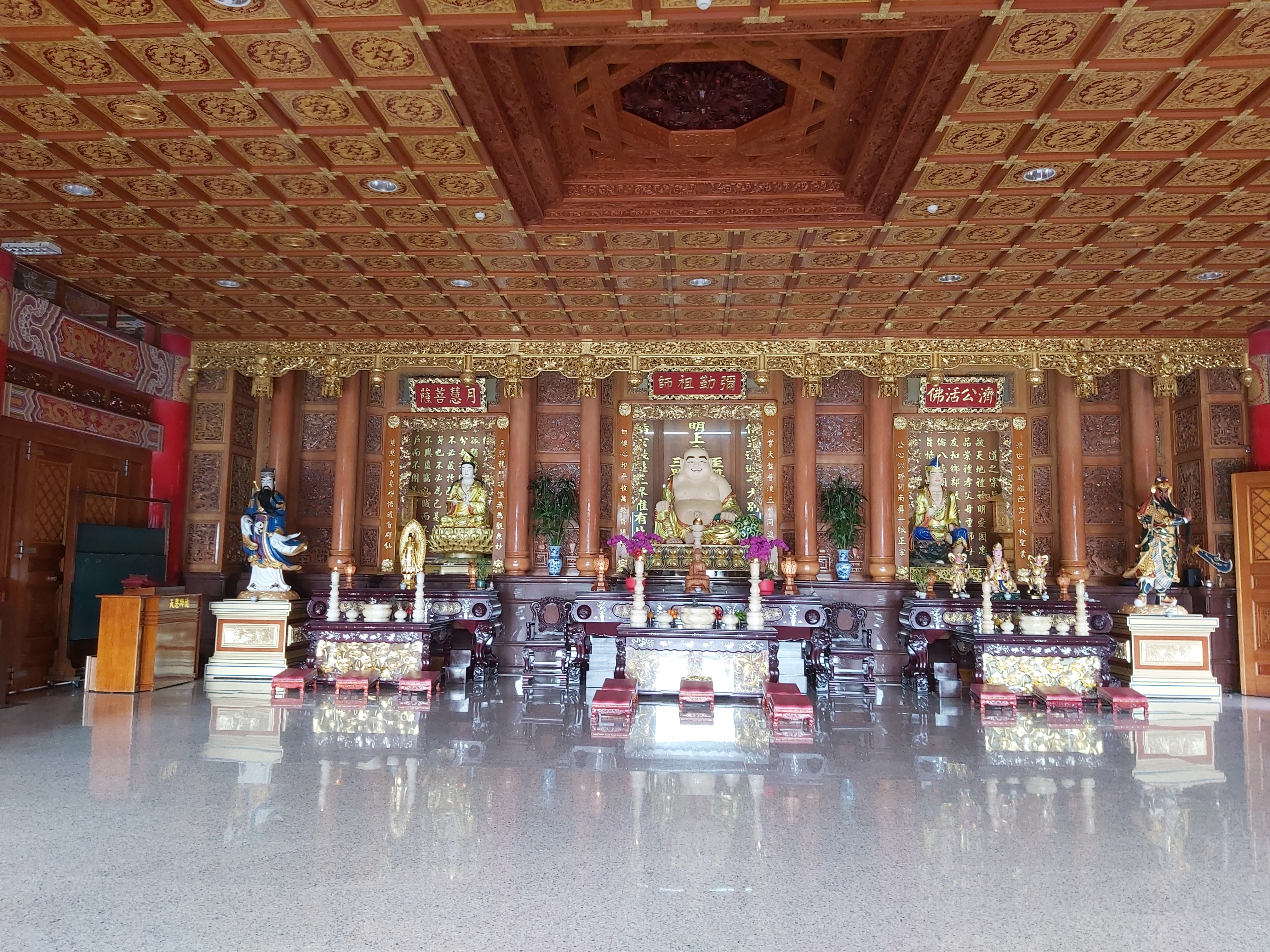
無極宮

### 光明樓
1993年10月籌建並落成於1996年7月的多功能建物，「白陽祖師紀念堂」大廳安有一貫道「白陽三聖」路中一、張天然與孫慧明三人銅像，銅像後側牆面書有《道之宗旨》。兩側牆上書有八字，右為「承先啟後」；左為「繼往開來」，下分懸「天恩永在」和「師德長存」二匾。建物外觀為仿北京天壇樣式，藻井設計隱含「求道」的寓意。側邊「光明樓」大門處為住房區入口，內含販賣部與交流空間。

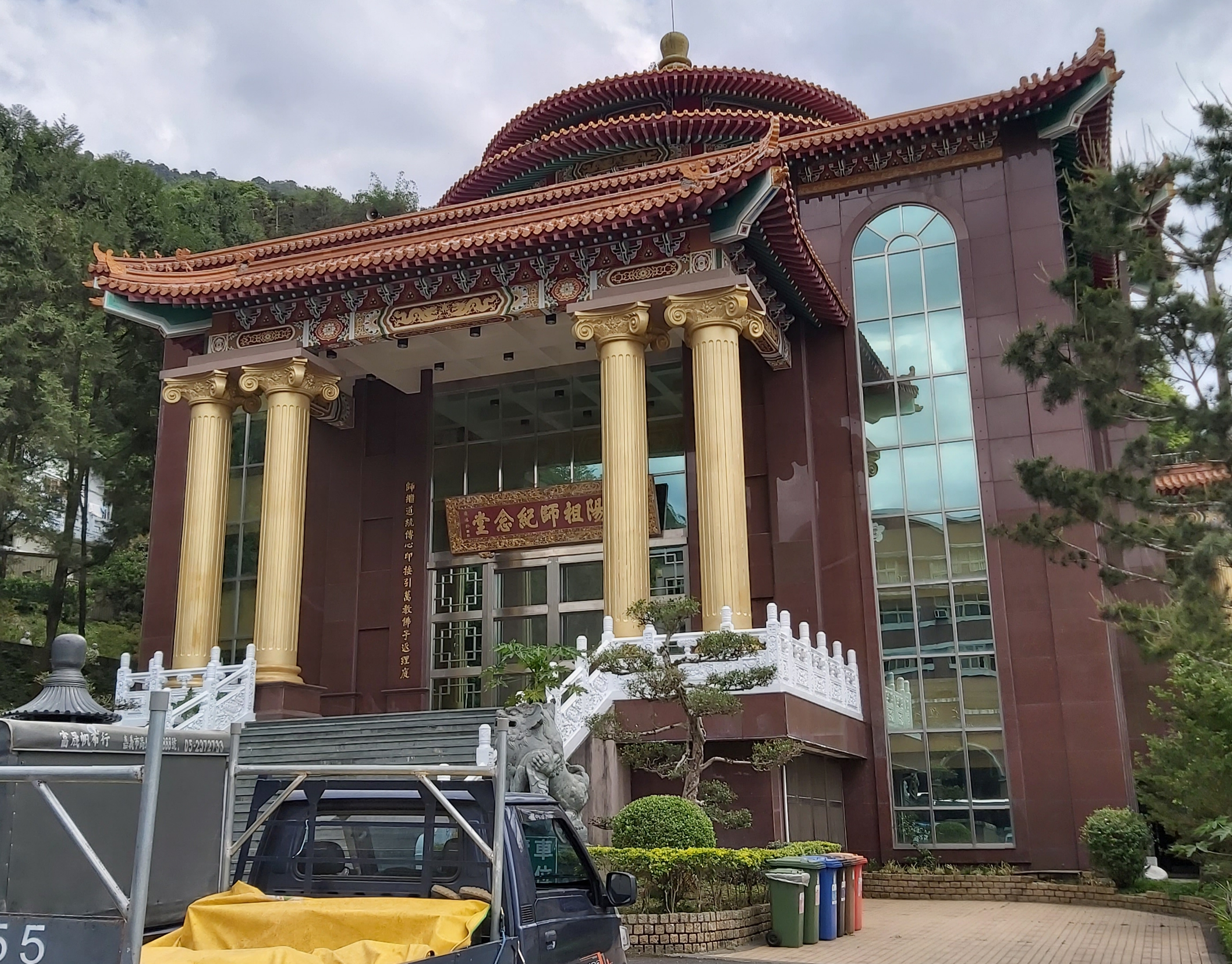
白陽祖師紀念堂
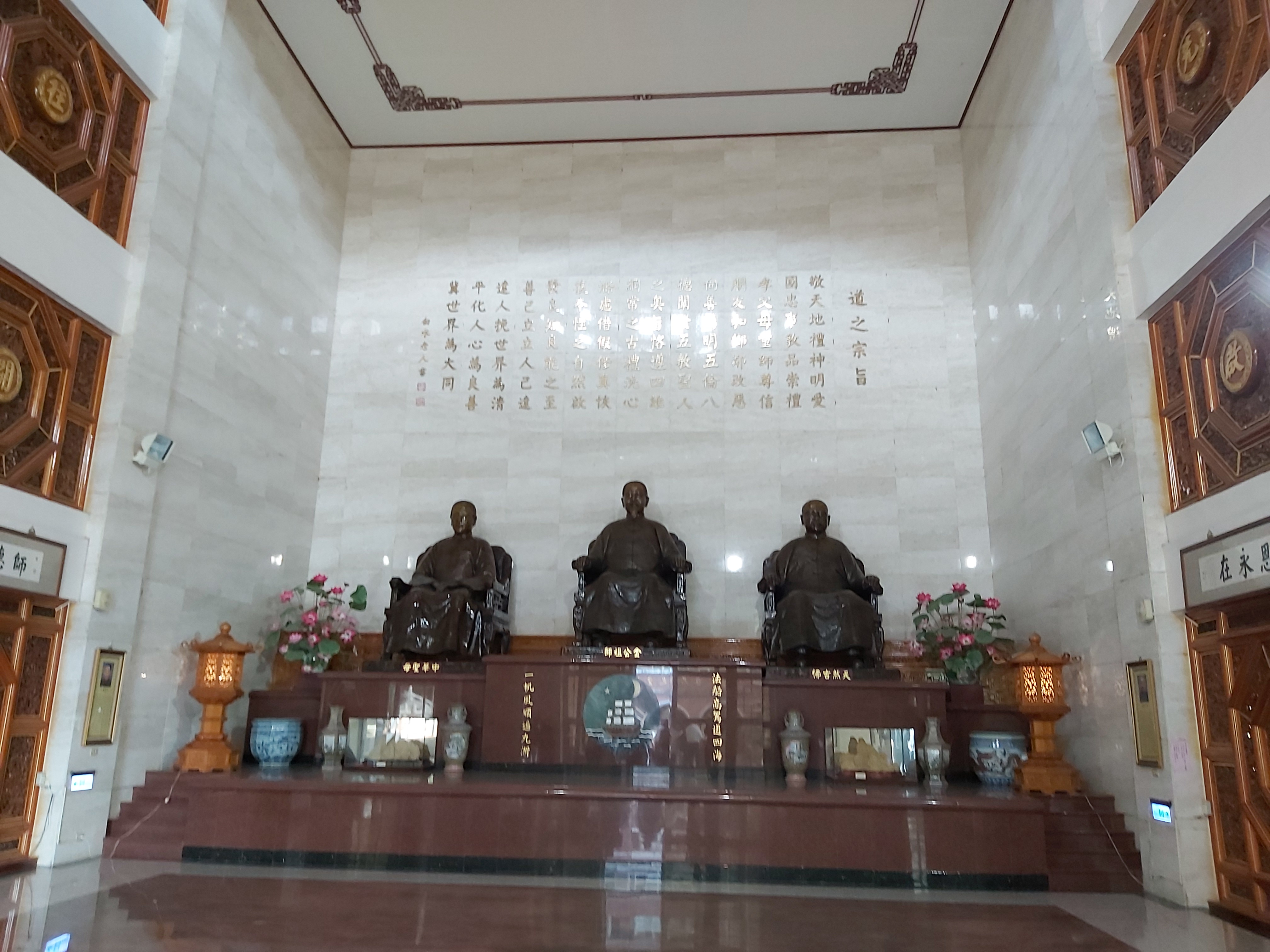
銅像大廳

### 祖師祠
祖師祠於1988年動土興建，1990年竣工落成。祠堂牌樓兩側有守門神獸獬豸，象徵「是非分明」、「忠貞不二」和「堅毅不拔」的精神。牌樓內側右牆壁上書有「尊師重道」字樣，左有一石碑上鐫韓恩榮撰寫之《百孝經》文，該碑為後人所立。祖師祠為閩式建築，乃紀念抵臺開荒的成道前人所設，正門兩側繪有兩幅圖，右側為「龍華大會」圖，左側為「彌勒淨土」圖。
祠內中堂奉祀「白陽三聖」金身，兩側功德祠分別供奉發一組乾、坤二道的成道前賢。乾道功德祠內供奉「白水聖帝」韓恩榮金身以及「真修真君」林廷材、「慧圓大帥」劉明德、「晉德大帝」郝金瀛、「清聞仙長」劉振魁、「大德真君」劉全祥、「至德大帝」祁玉鏞與「文實大帥」王連玉等七人之神位；坤道功德祠內供奉「不休息菩薩」陳鴻珍金身以及「靈化菩薩」陳金蓮、「德化仙母」張勤、「文慈菩薩」李鈺銘、「德慧菩薩」張玉台、「慈正元君」陳海亭與「慈寧菩薩」徐燕妹等六人之神位。

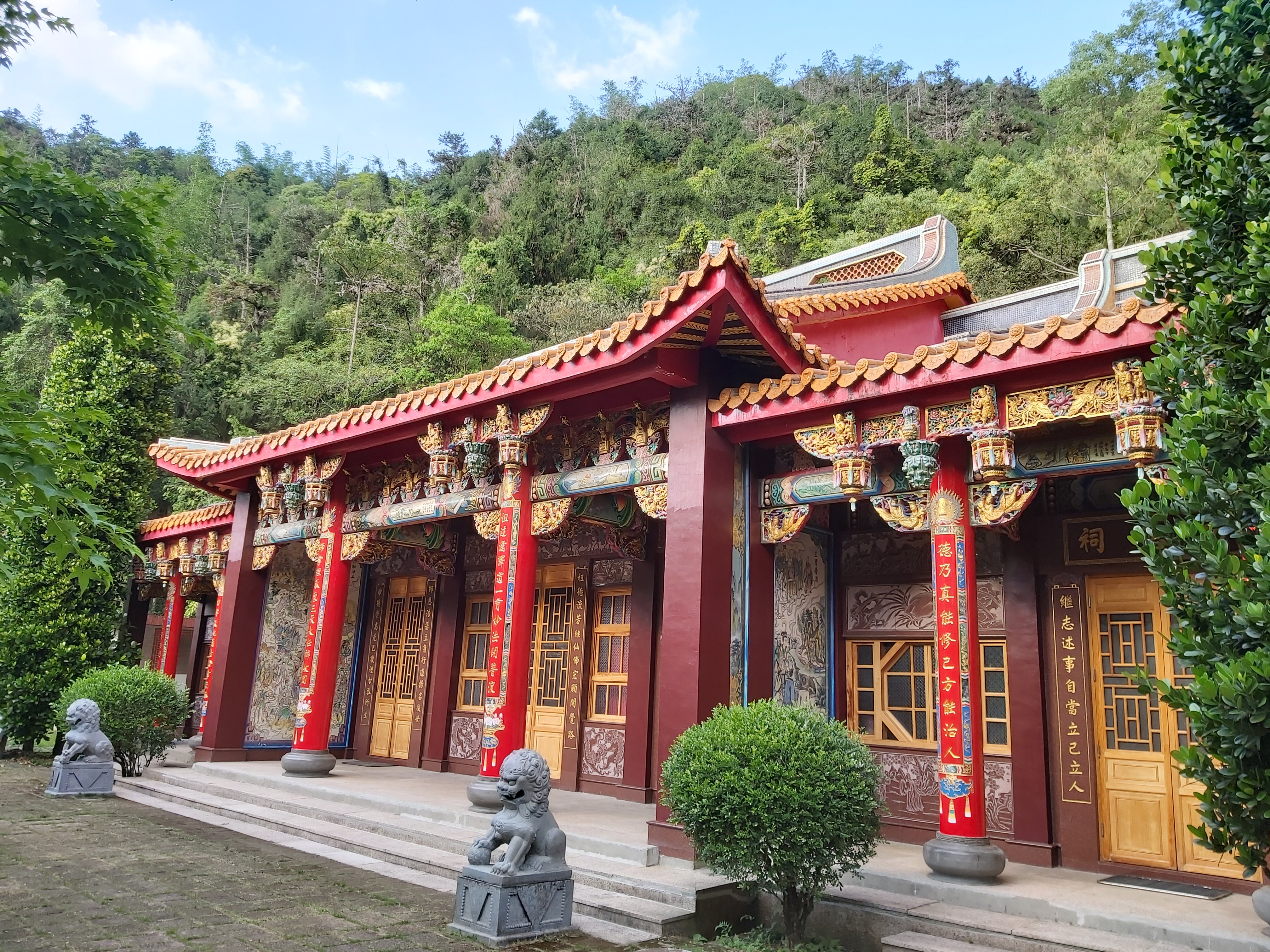
金公祖師祠
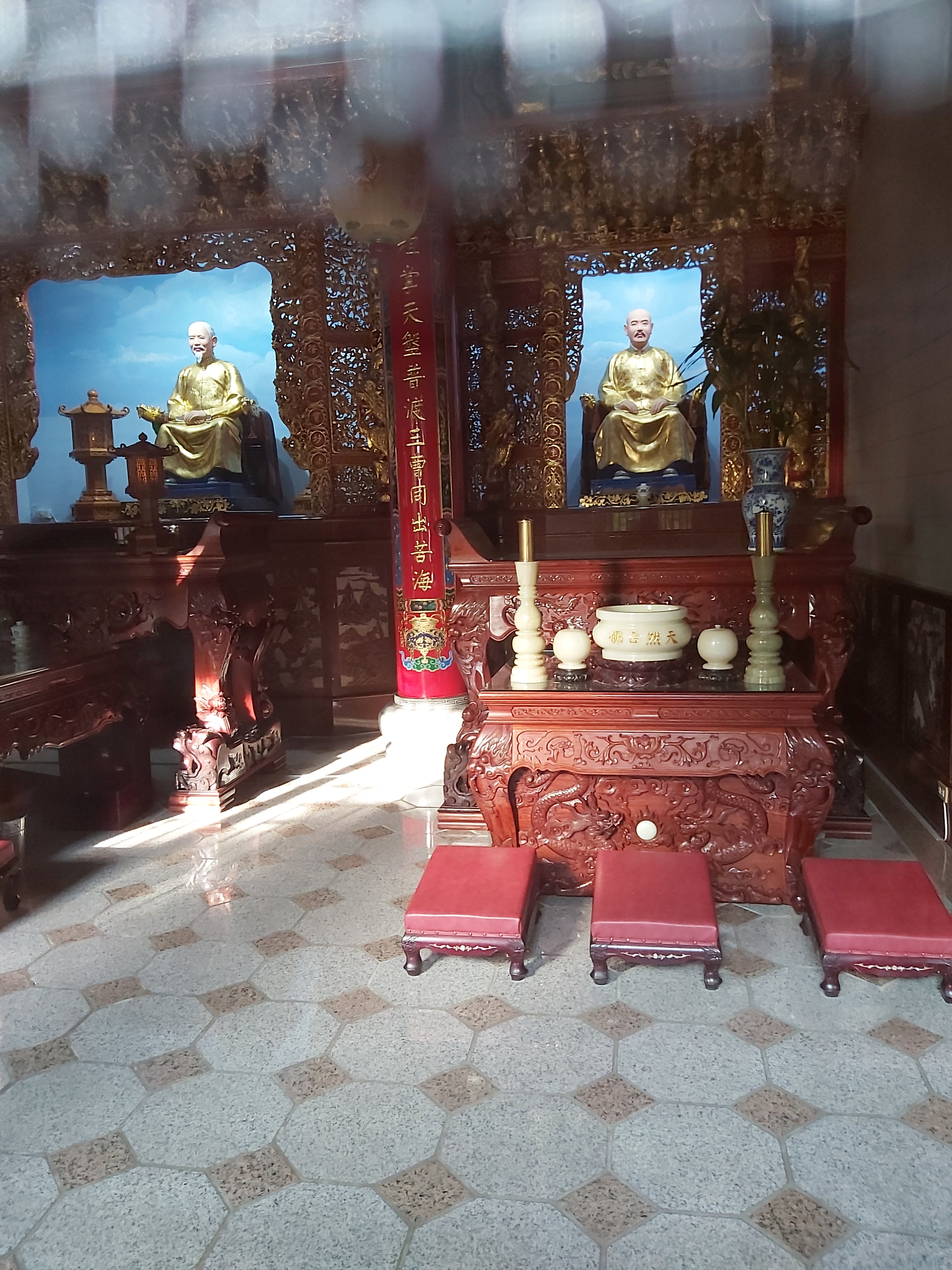
祖師紀念祠
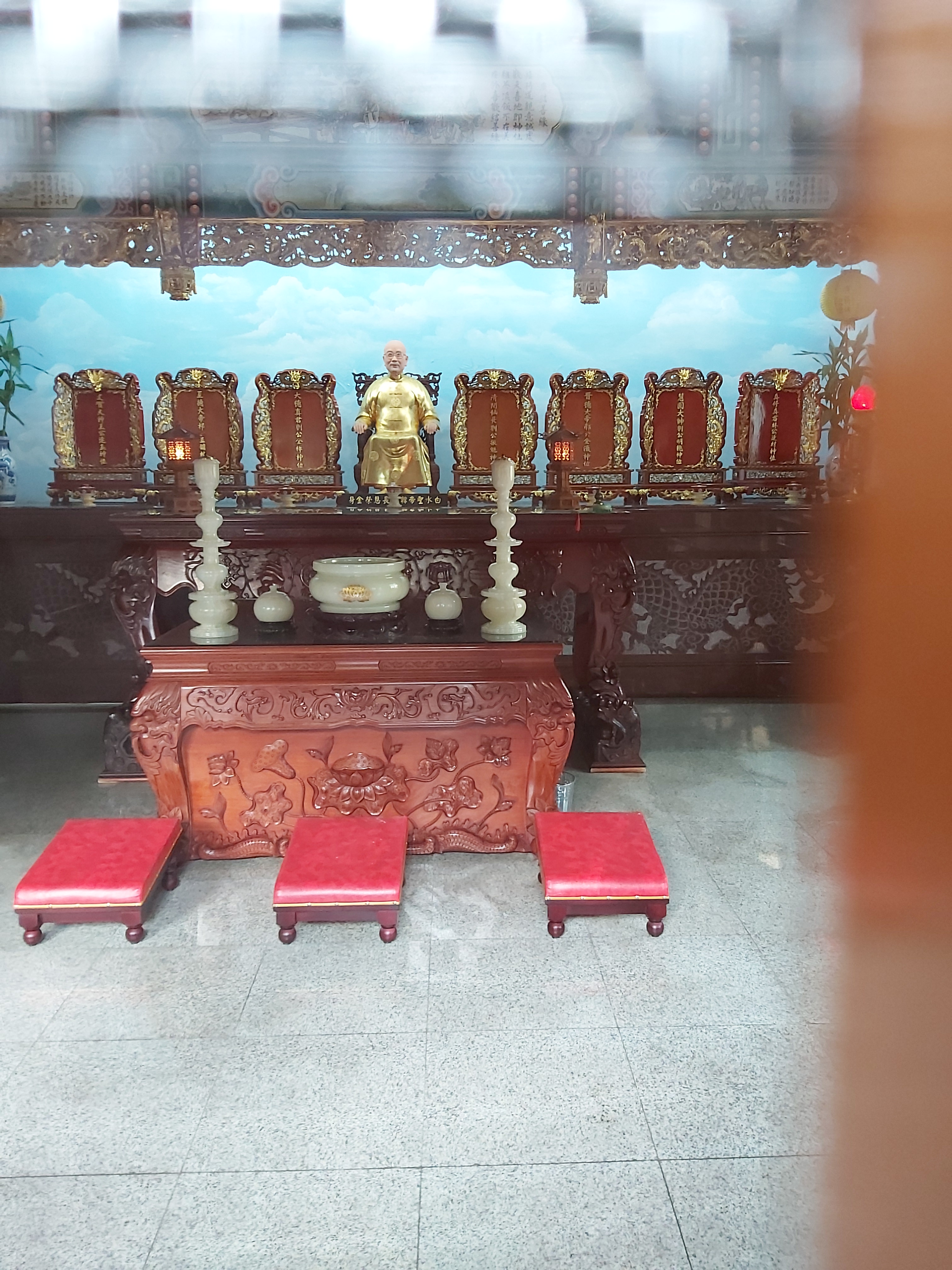
乾道功德祠
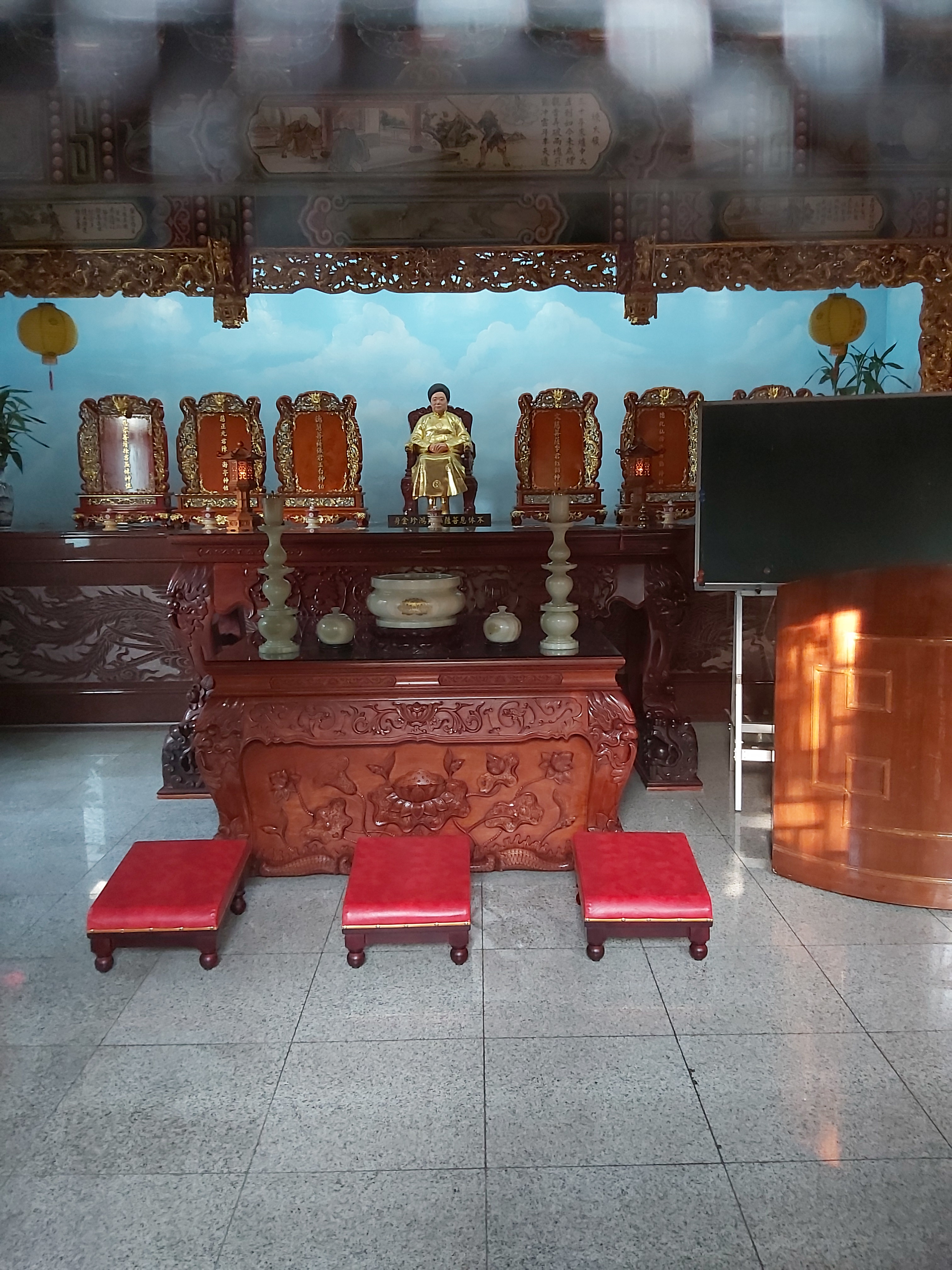
坤道功德祠

### 其他

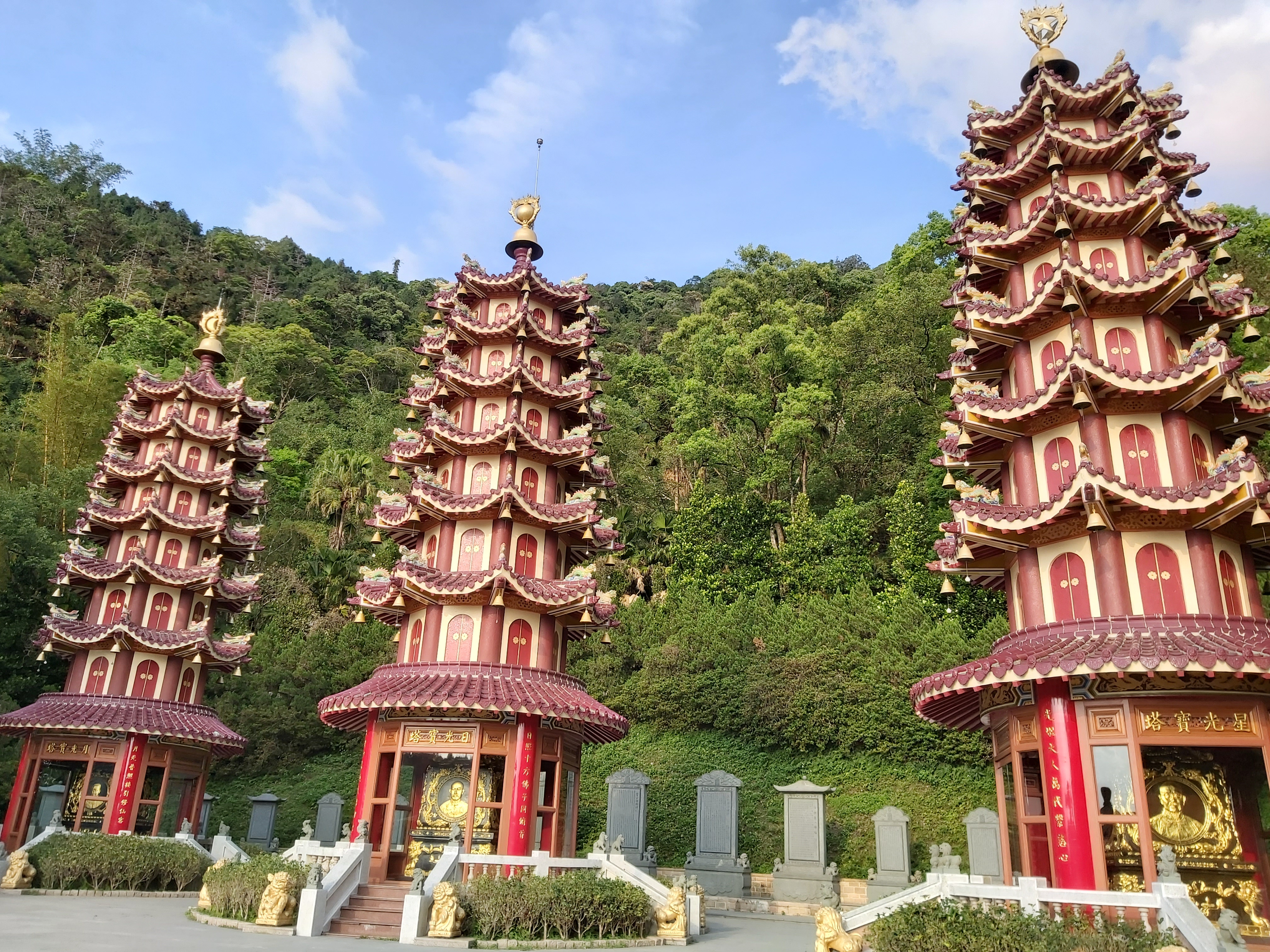
三寶塔
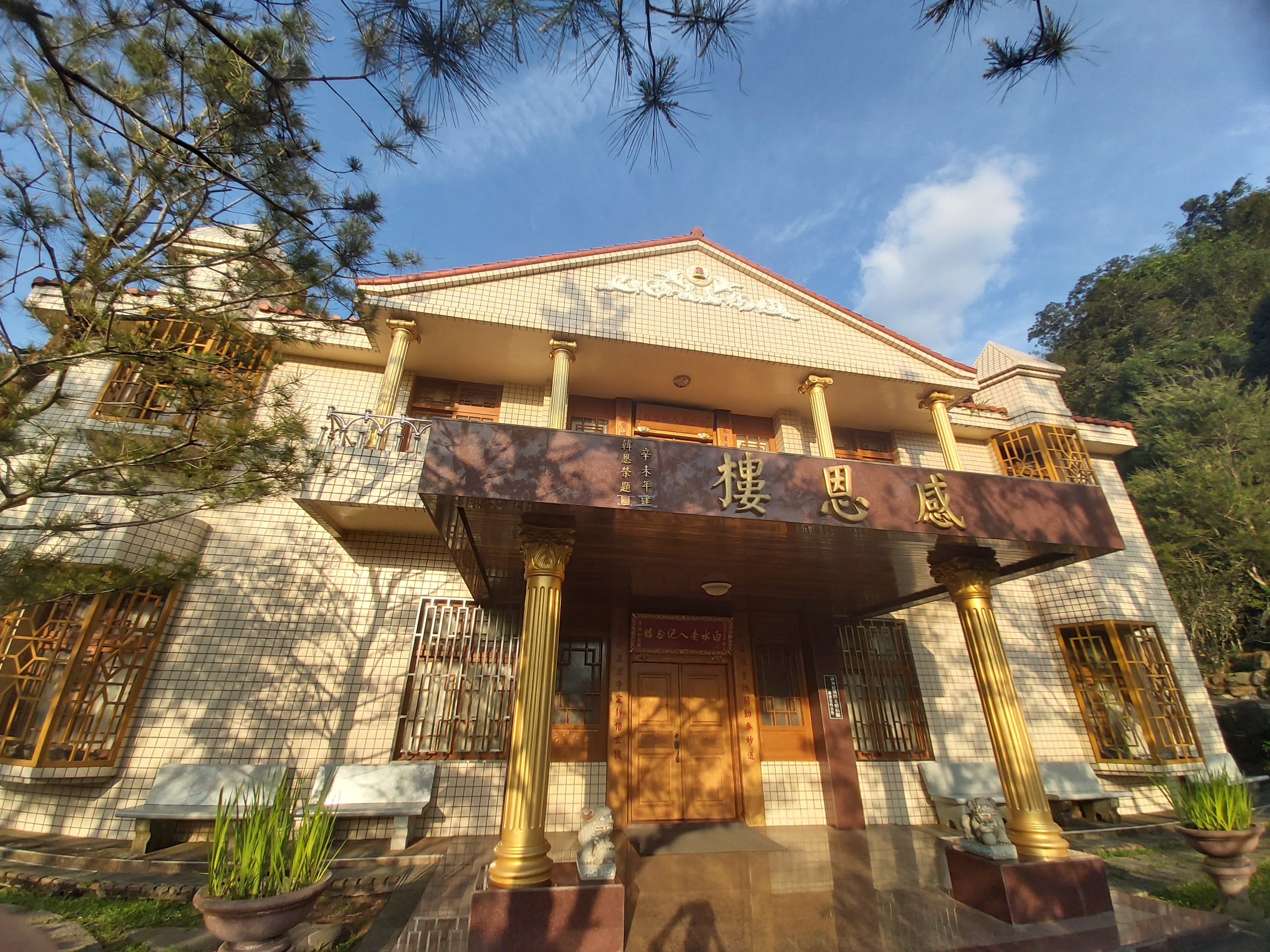
感恩樓
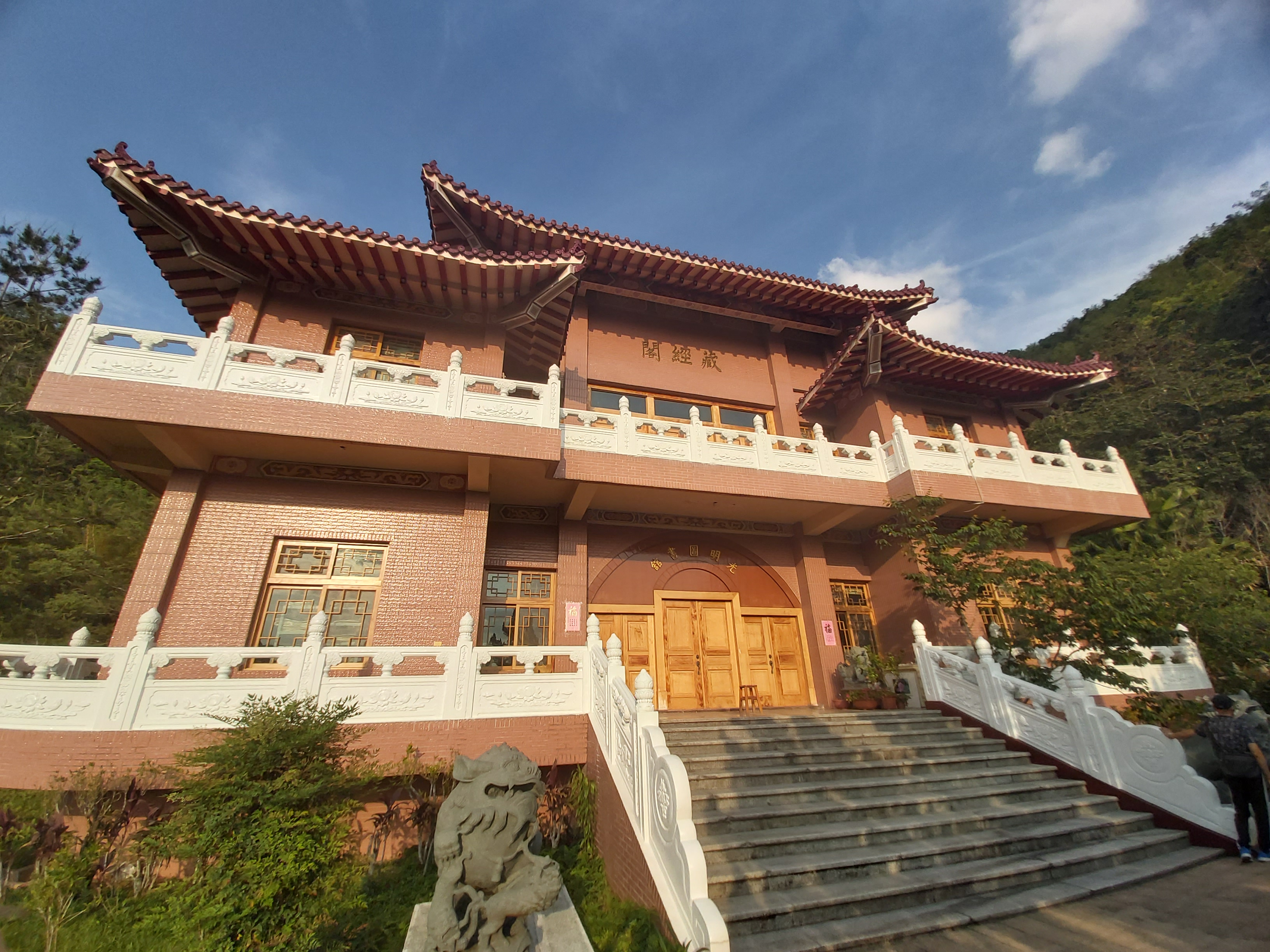
藏經閣
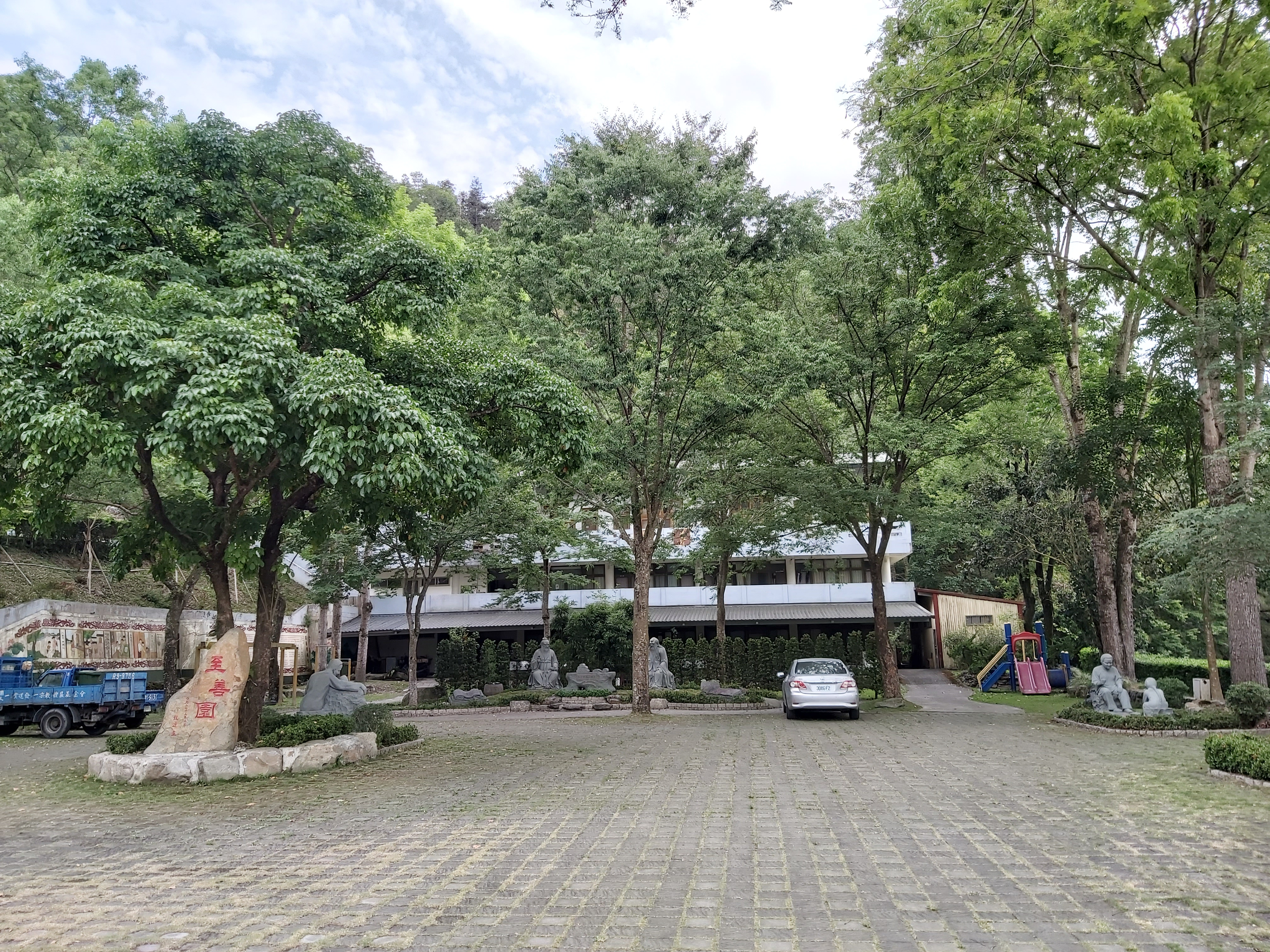
至善園
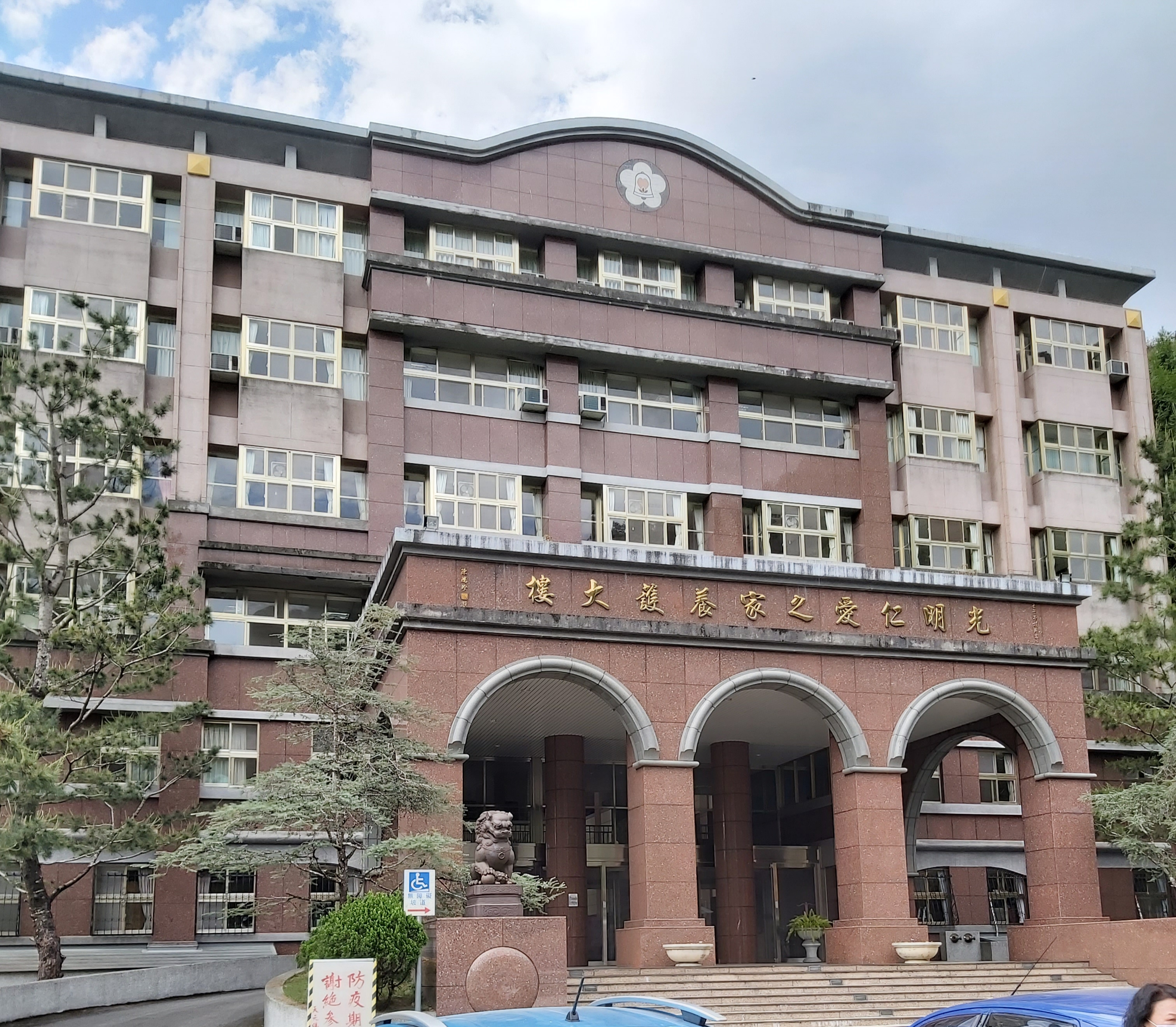
光明仁愛之家
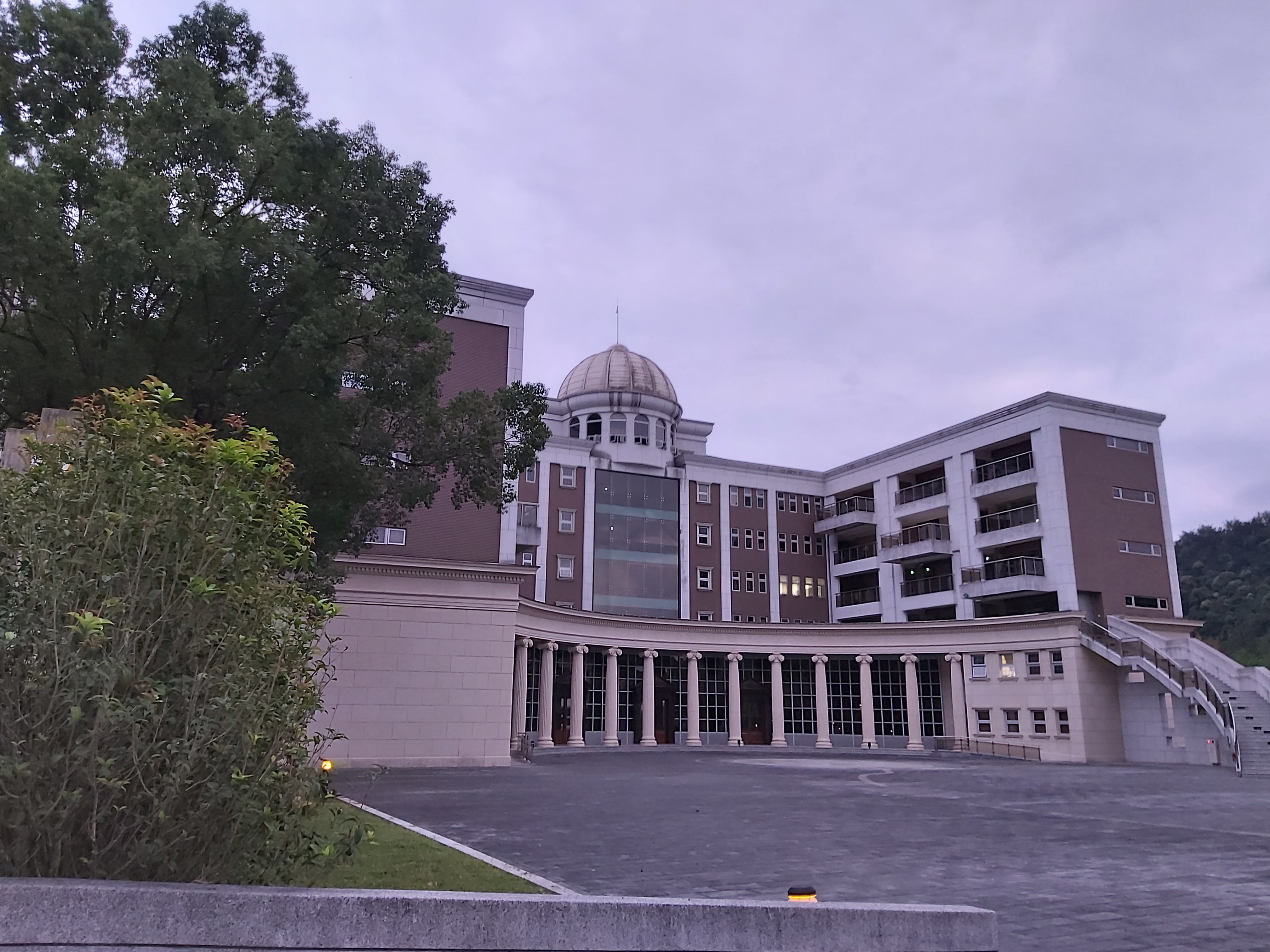
一貫道崇德學院

## 外部連結
- 天元佛院簡介 （页面存档备份，存于）
- 天元佛院 導覽手冊 （页面存档备份，存于）